# МАН (пещера)
Пещера МАН (грот) — пещера в Крыму, на западном склоне Демерджи (между горами Самар-Кая и Северная Демерджи).

## История и общее описание
Открыта и исследована в 1963 году школьниками-краеведами, членами археологического кружка Малой Академии Наук. Своды верхнего яруса пещеры от 3,5 м над входом, до 10 м в центре, длина пещеры около 30 метров. В пещере сыро, наплывов сравнительно немного. В пещере были найдены древние наскальные рисунки, которые до наших дней не сохранились, а также множество костей животных. В конце пещеры — обвал и проход до 30-метрового колодца. Последний ведет к нижнему ярусу пещеры, до которого можно добраться только имея соответствующее снаряжение.

## Галерея

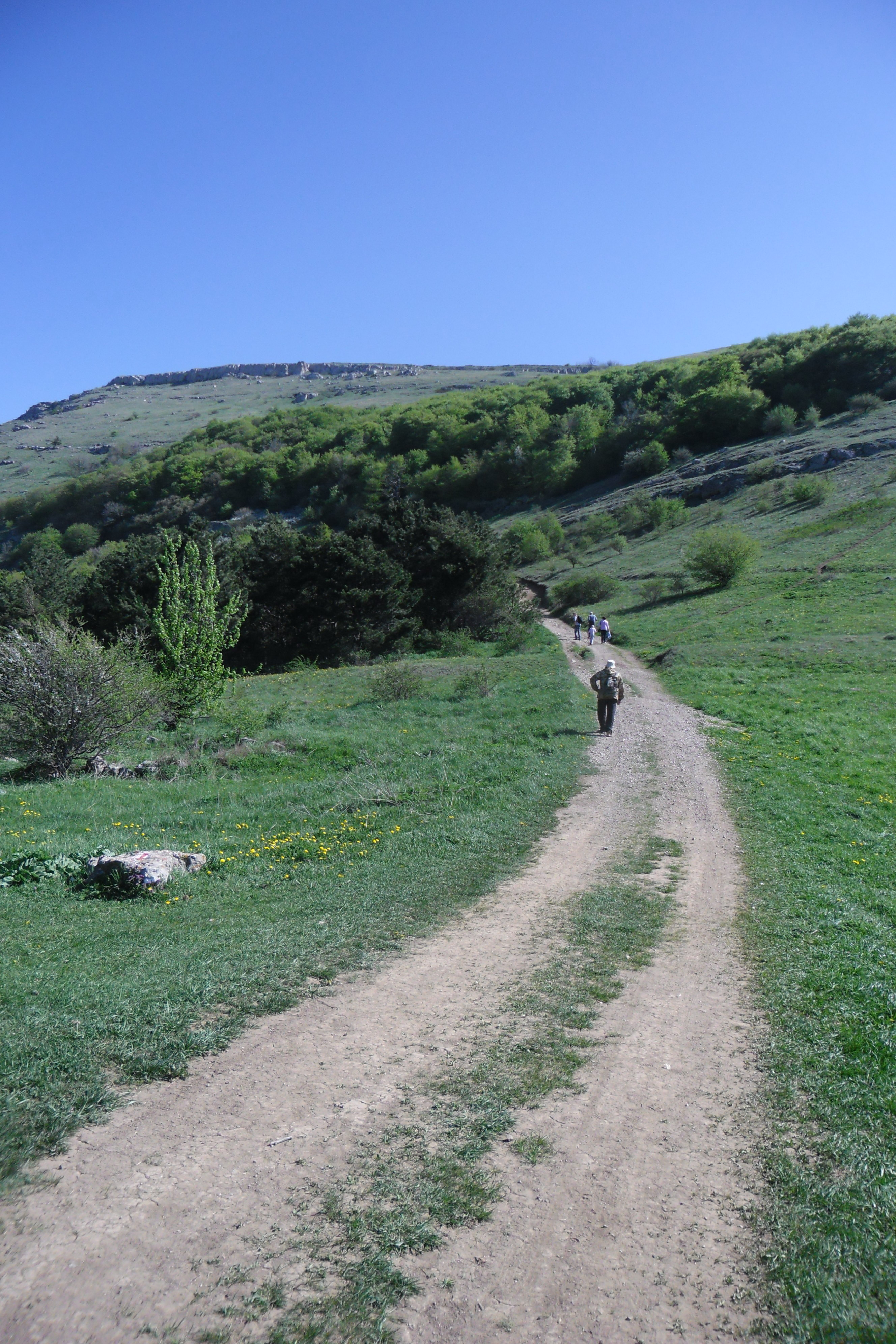
Начало пути от Перевала МАН
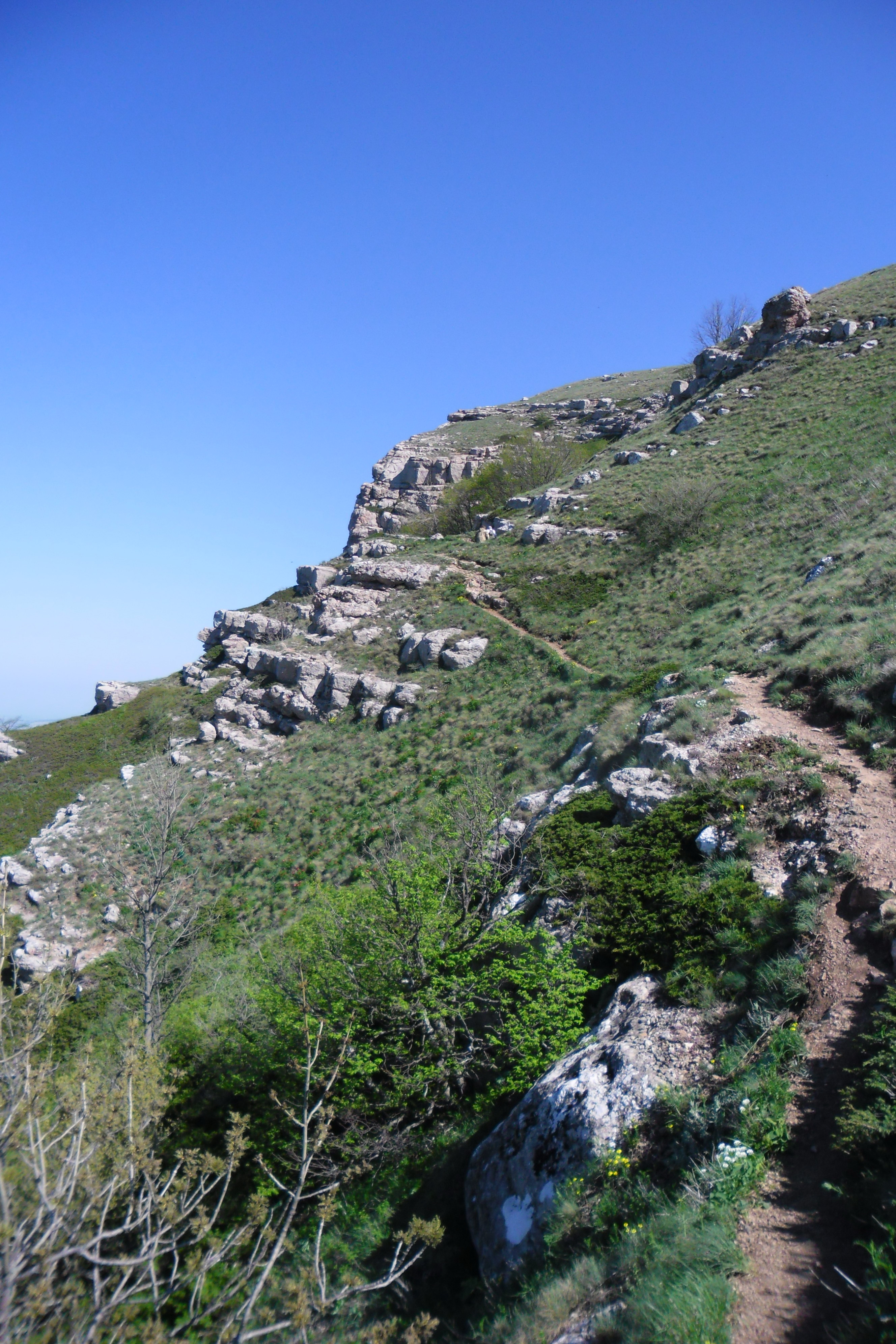
Верхняя тропа в Пещеру МАН
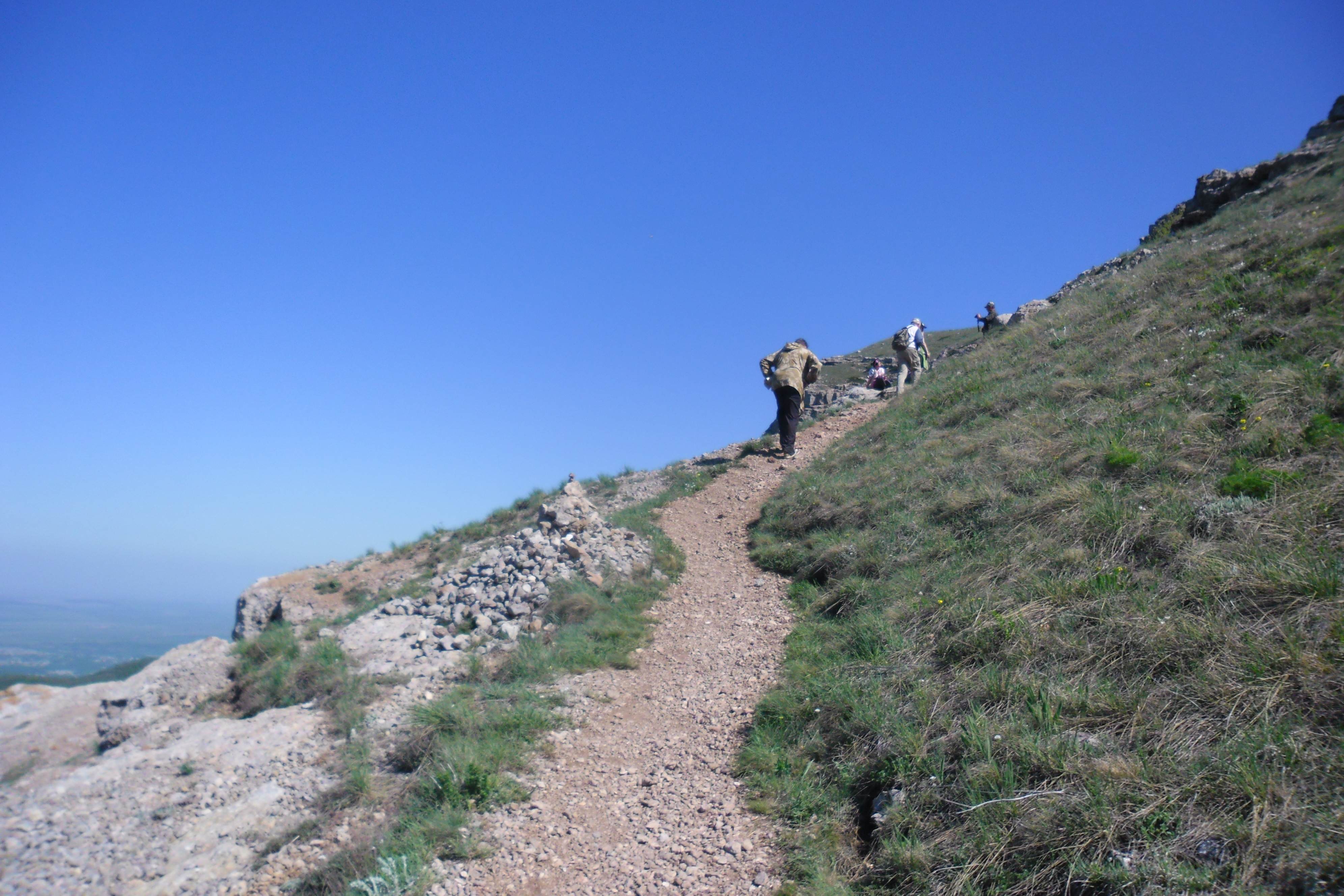
Верхняя тропа в Пещеру МАН (фрагмент с туром)
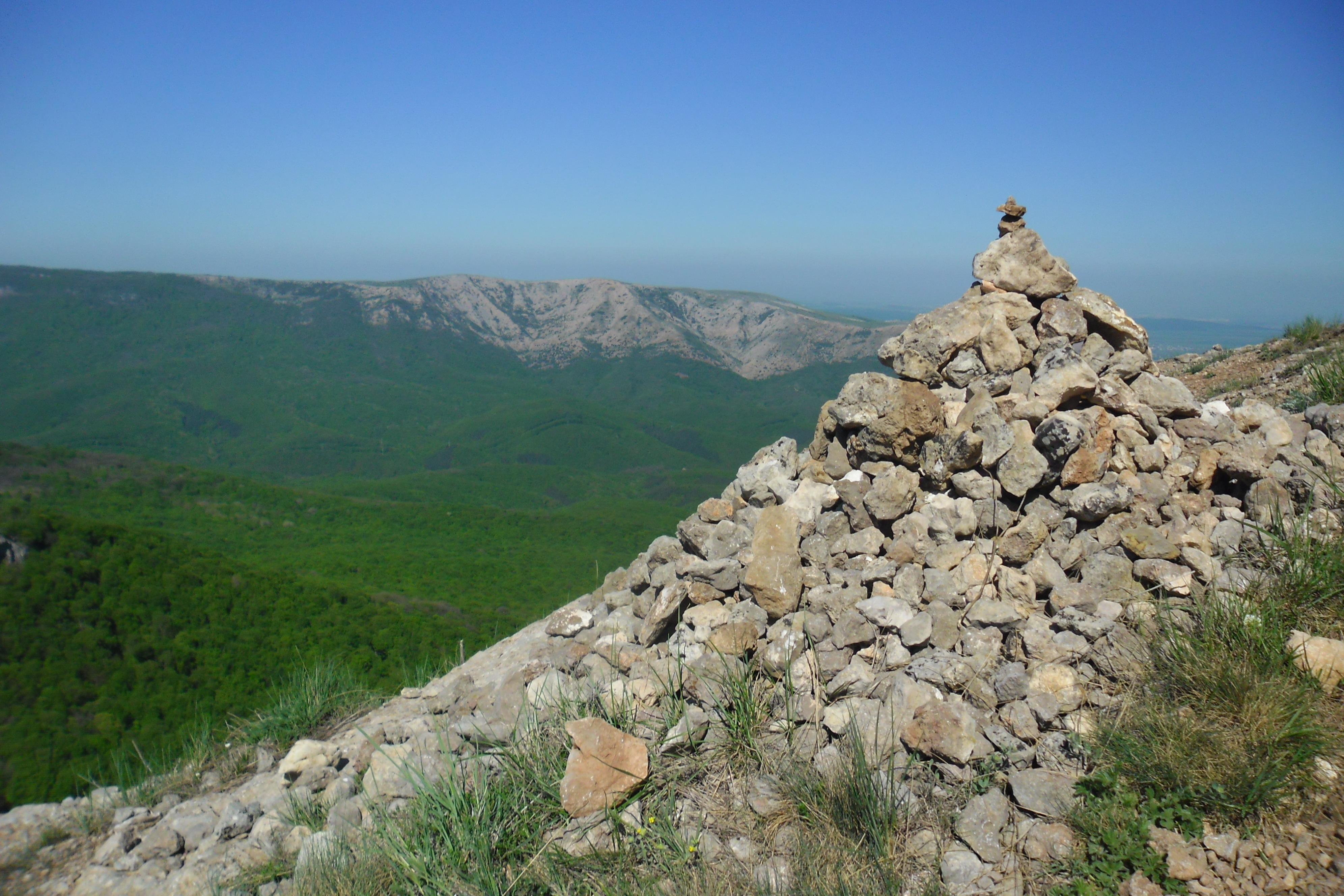
Тур на пути к Пещере МАН
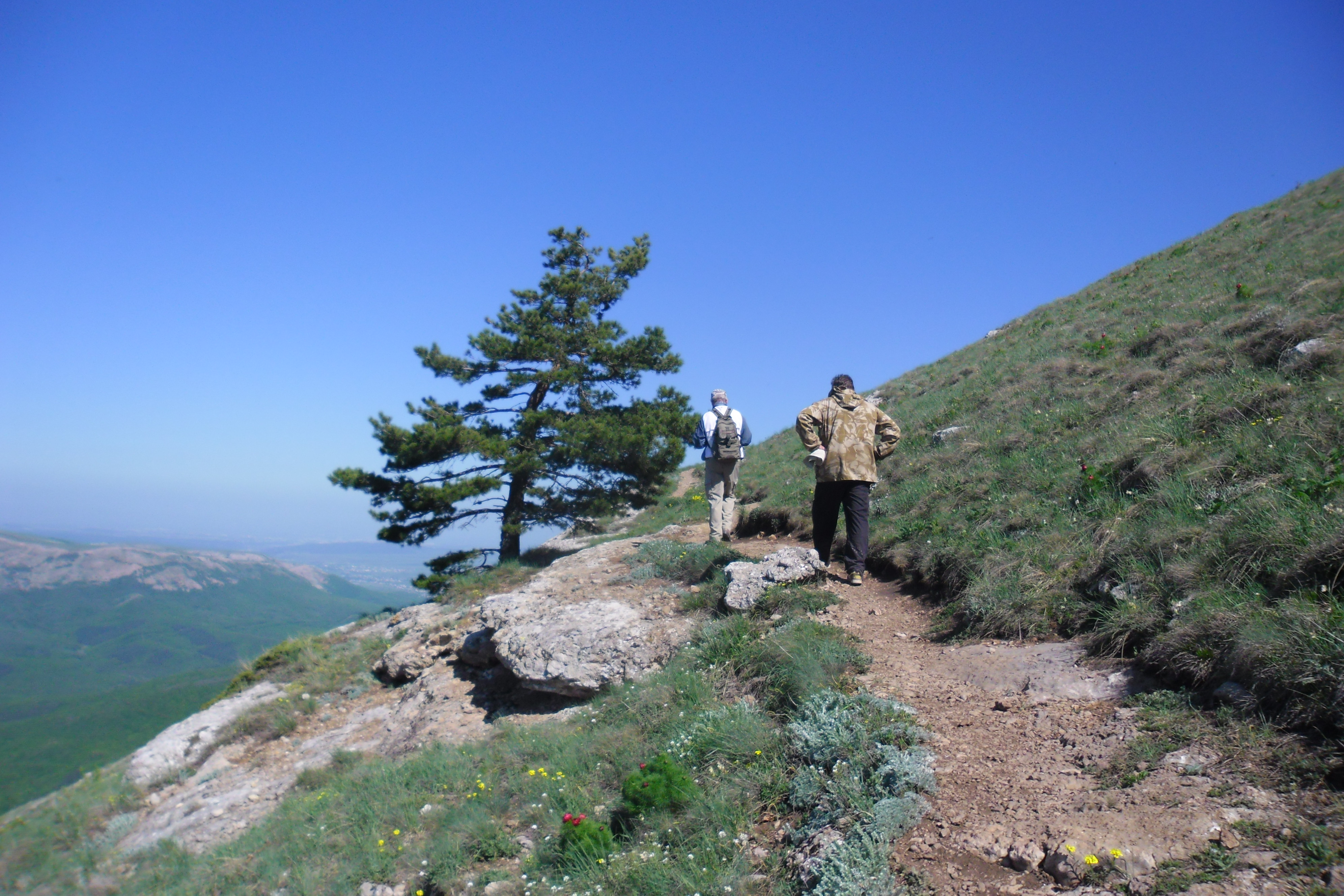
Верхняя тропа в Пещеру МАН
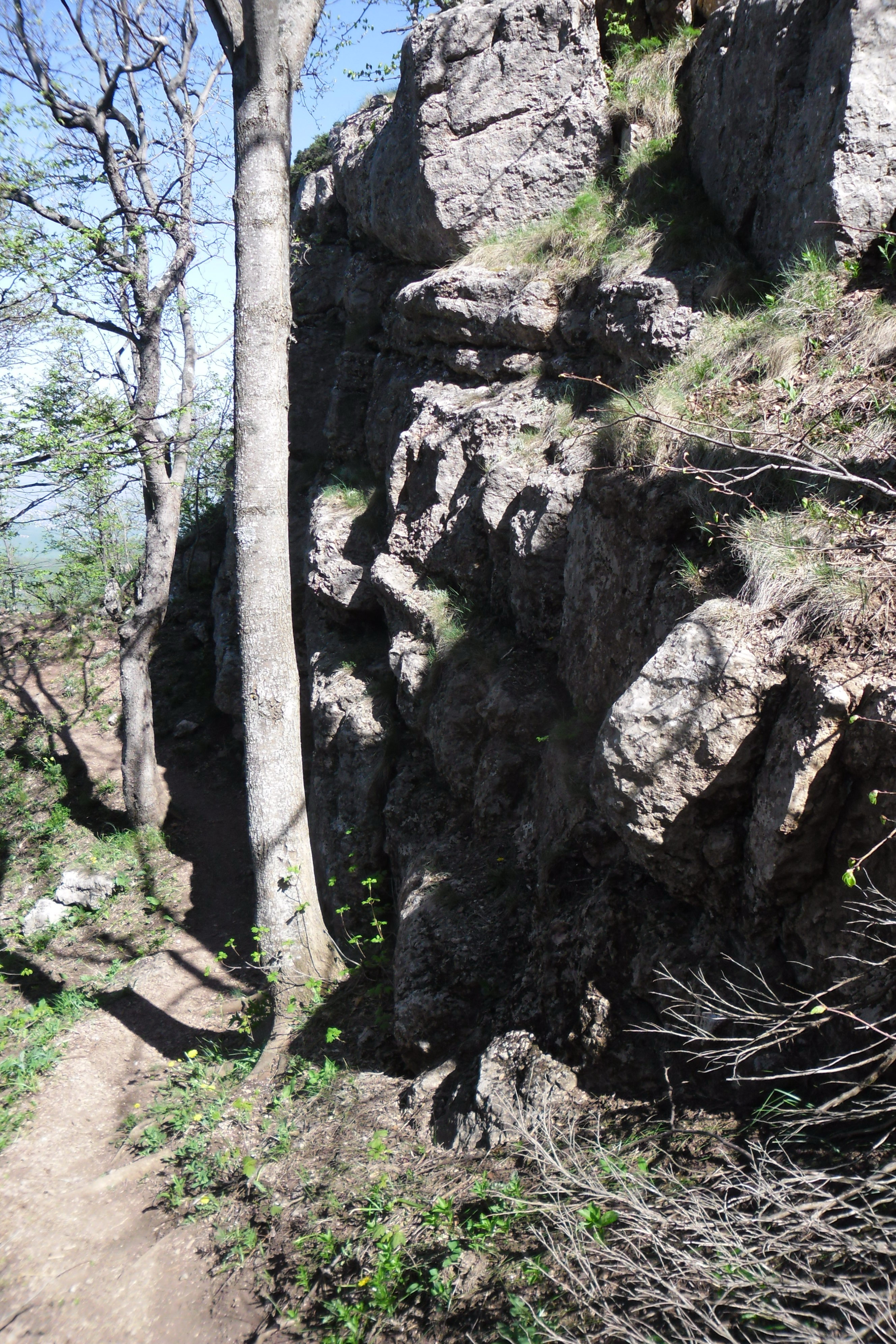
Скалы непосредственно перед пещерой МАН
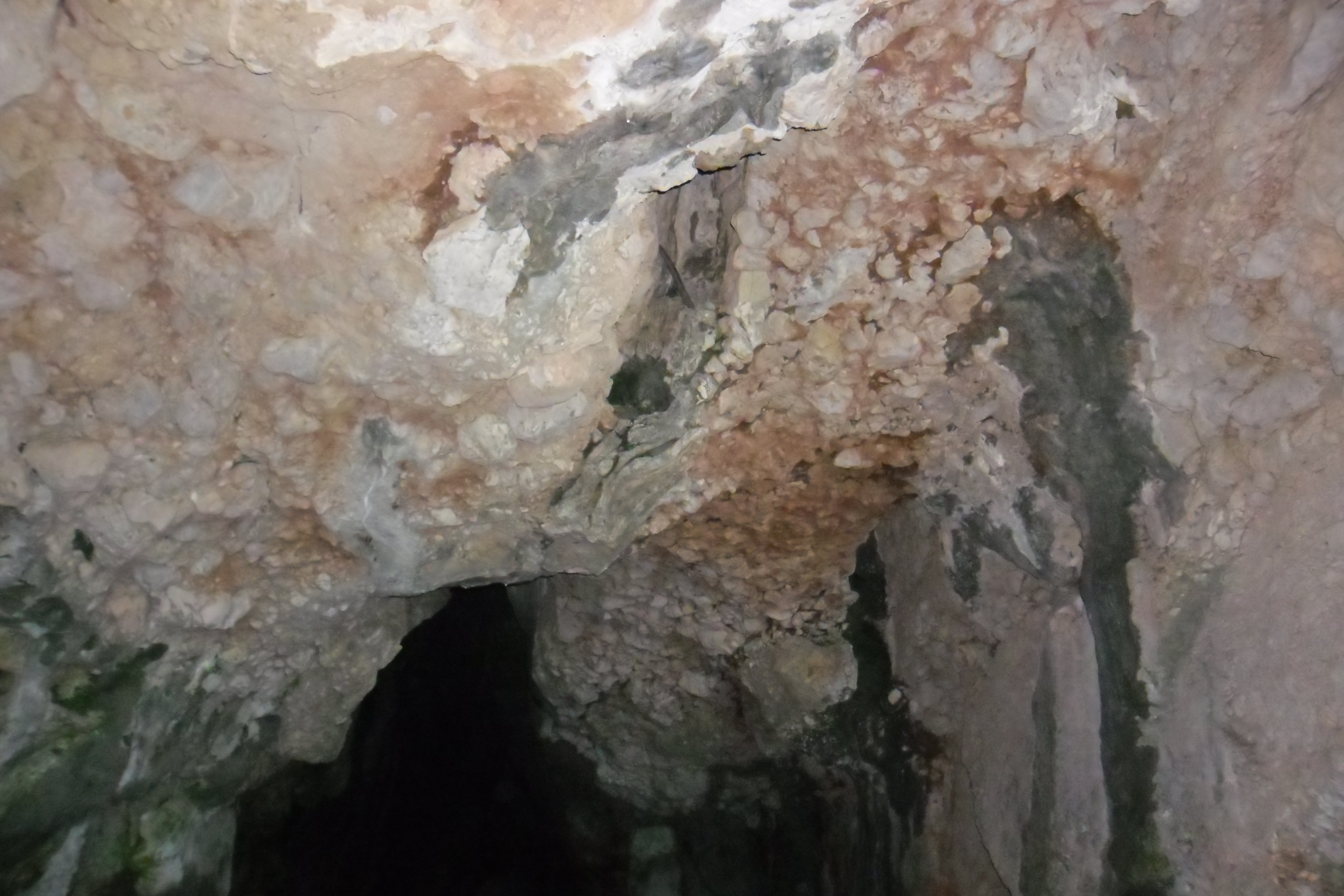
Потолок Пещеры
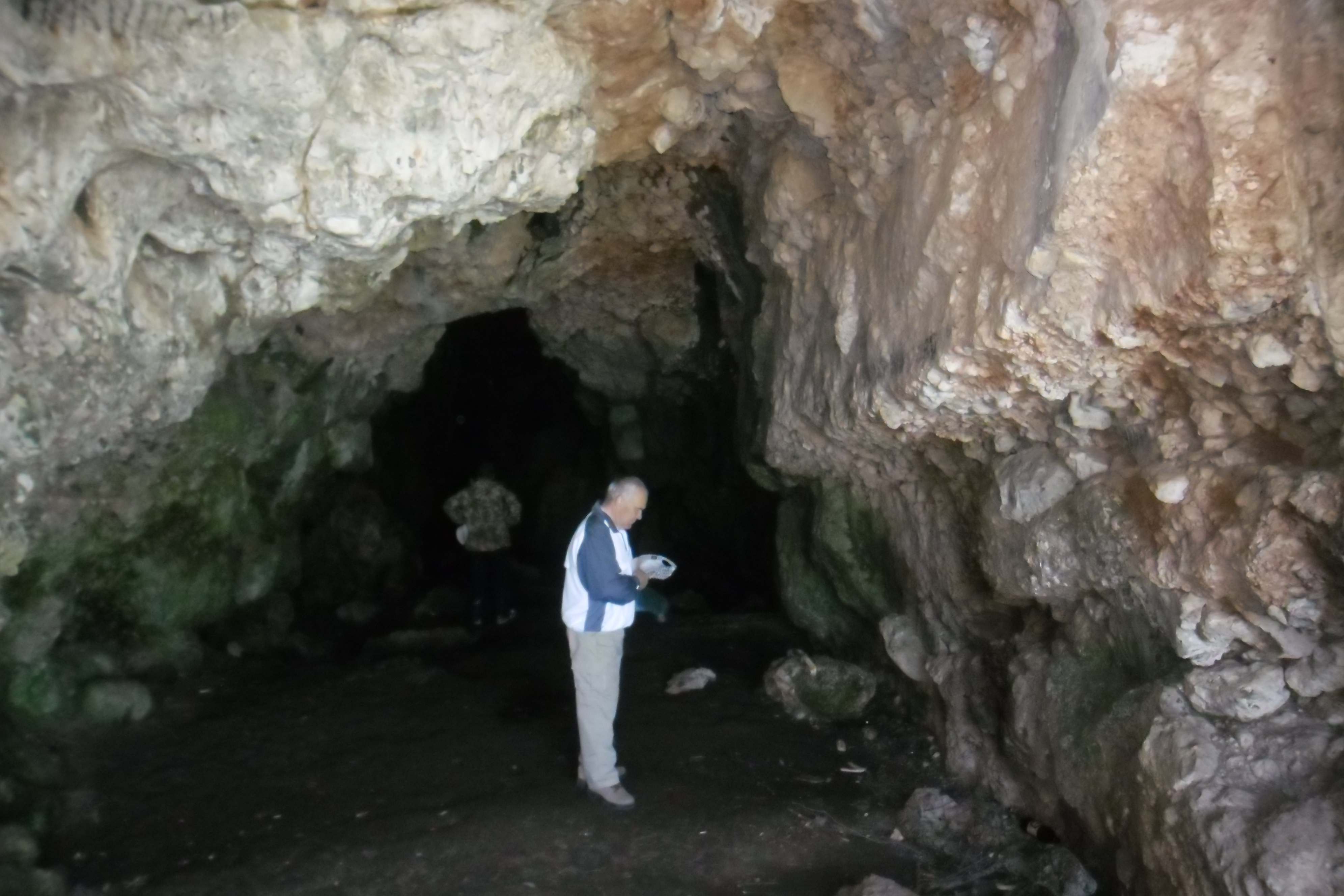
В пещере МАН